# Theodoro Tilton
assinatura
Theodore Tilton (2 de outubro de 1835 – 29 de maio de 1907) foi um editor de jornal norte-americano, poeta e abolicionista. Ele nasceu na cidade de Nova York, filho de Silas Tilton e Eusebia Tilton (mesmo sobrenome). Em seu vigésimo aniversário, 2 de outubro de 1855, casou-se com Elizabeth Richards . O trabalho jornalístico de Tilton apoiou totalmente o abolicionismo e a causa do Norte na Guerra Civil Americana.
Em 1874, Tilton apresentou uma queixa contra Beecher por " conversa criminosa " (adultério) com Elizabeth Richards Tilton e processou-o por uma sentença de US$ 100 mil.

## Trabalho referenciado
Robert Plant musicou o poema de Tilton de 1858 "The King's Ring: Even This Shall Pass Away", cuja gravação está em Band of Joy. oi oioioioioi 

## Principais obras
- Victoria C. Woodhull. Um esboço biográfico. 1871
- Um romance lançado pela tempestade. 1874.
- As obras poéticas completas de Theodore Tilton em um volume com um prefácio sobre criação de baladas e um apêndice sobre antigos mitos e fábulas nórdicas. 1897.